# CFU Club Championship 2011
De CFU Club Championship 2011 was de dertiende editie van dit voetbalbekertoernooi voor clubteams dat door de Caraïbische Voetbalunie (CFU) wordt georganiseerd. Het toernooi werd gespeeld tussen 9 maart en 27 mei. De top drie plaatsten zich voor de CONCACAF Champions League 2011/12. De loting voor het toernooi vond plaats op 2 februari.
Titelhouder Puerto Rico Islanders uit Puerto Rico slaagde erin om de titel te prolongeren. Het was ook hun tweede titel.

## Deelname
| Land                 | Club                                   |
| -------------------- | -------------------------------------- |
| Antigua en Barbuda   | Bassa Sports Club                      |
| Bermuda              | Dandy Town Hornets (aka Western Stars) |
| Kaaimaneilanden      | Bodden Town                            |
| Dominica             | Centre Bath Estate                     |
| Guyana               | Alpha United                           |
| Guyana               | Milerock FC                            |
| Haïti                | Tempête FC                             |
| Puerto Rico          | CA River Plate                         |
| Puerto Rico          | Puerto Rico IslandersTH                |
| Saint Kitts en Nevis | Newtown United                         |
| Saint Lucia          | Northern United All Stars              |
| Suriname             | Inter Moengotapoe                      |
| Suriname             | Walking Boyz Company                   |
| Trinidad en Tobago   | Defence Force                          |
| Trinidad en Tobago   | Caledonia AIA                          |

TH = titelhouder
Geen deelname
De volgende leden van de CFU namen dit seizoen niet deel: Amerikaanse Maagdeneilanden, Anguilla, Aruba, Bahama's, Barbados, Britse Maagdeneilanden, Cuba, Dominicaanse Republiek, Frans-Guyana, Grenada, Guadeloupe, Jamaica, Martinique, Montserrat, Saint Martin, Sint Maarten en Turks- en Caicoseilanden.

## Eerste ronde
De heenwedstrijden werden op 10, 13 en 18 maart gespeeld, de terugwedstrijden op 19, 20 en 26 maart.
| Team 1                    | Tot.          | Team 2               | 1e wedstr. | 2e wedstr. |
| ------------------------- | ------------- | -------------------- | ---------- | ---------- |
| CA River Plate            | 2-1           | Bodden Town          | 2-0        | 0-1        |
| Defence Force             | 4-1           | Dandy Town Hornets   | 1-1        | 4-0        |
| Milerock FC               | 2-2 (u)       | Inter Moengotapoe    | 0-1        | 2-1        |
| Alpha United              | niet gespeeld | Bassa Sports Club    |            |            |
| Centre Bath Estate        | niet gespeeld | Tempête FC           |            |            |
| Newtown United            | 0-6           | Caledonia AIA        | 0-1        | 0-5        |
| Northern United All Stars | 1-6           | Walking Boyz Company | 0-3        | 1-3        |

## Tweede ronde
De heenwedstrijden werden op 10, 15 , 22 april en 7 mei gespeeld, de terugwedstrijden op 17, 22,29 april en 14 mei
| Team 1                  | Tot.         | Team 2                | 1e wedstr. | 2e wedstr. |
| ----------------------- | ------------ | --------------------- | ---------- | ---------- |
| Alpha United            | 3–2          | CA River Plate        | 0–0        | 3–2        |
| Milerock FC             | 0–7          | Defence Force         | 0–4        | 0–3        |
| SV Walking Boyz Company | 1–8 *        | Puerto Rico Islanders | 1–1        | 0–7        |
| Caledonia AIA           | 1–1 ns (2-3) | Tempête FC            | 0–1        | 1–0        |

* Wedstrijden werden omgedraaid na de officiële loting.

### Heenwedstrijden
|                           |             |         |                                    |                                                                                         |
| 10 april 2011 19:30 UTC−4 | Milerock FC | 0–4     | Defence Force                      | MacKenzie Sport Club Ground, Linden Toeschouwers: 600 Scheidsrechter: Ignatius Baptiste |
| 10 april 2011 19:30 UTC−4 |             | Verslag | Joseph 8' Roy 31' Edwards 60', 67' | MacKenzie Sport Club Ground, Linden Toeschouwers: 600 Scheidsrechter: Ignatius Baptiste |

|                           |              |     |                |                                                                                 |
| 15 april 2011 20:00 UTC−4 | Alpha United | 0–0 | CA River Plate | Bourda Cricket Ground, Georgetown Toeschouwers: 500 Scheidsrechter: Neal Brizan |
| 15 april 2011 20:00 UTC−4 | Verslag      |     |                | Bourda Cricket Ground, Georgetown Toeschouwers: 500 Scheidsrechter: Neal Brizan |

|                           |               |         |                     |                                                         |
| 22 april 2011 20:00 UTC−4 | Caledonia AIA | 0–1     | Tempête FC          | Ato Boldon Stadium, Couva Scheidsrechter: Trevor Taylor |
| 22 april 2011 20:00 UTC−4 |               | Verslag | Armstrong 5' (e.d.) | Ato Boldon Stadium, Couva Scheidsrechter: Trevor Taylor |

|                        |                      |         |                       |                                                                    |
| 7 mei 2011 20:00 UTC−3 | Walking Boyz Company | 1–1     | Puerto Rico Islanders | André Kamperveen Stadion, Paramaribo Scheidsrechter: Raymond Bogle |
| 7 mei 2011 20:00 UTC−3 | Sandvliet 48'        | Verslag | Cunningham 90+1'      | André Kamperveen Stadion, Paramaribo Scheidsrechter: Raymond Bogle |

### Terugwedstrijden
|                           |                       |         |                                      | |
| 17 april 2011 15:00 UTC−4 | CA River Plate        | 2–3     | Alpha United                         | Bourda Cricket Ground, Georgetown (Guyana) Toeschouwers: 500 Scheidsrechter: Lee Davis Trinidad en Tobago |
| 17 april 2011 15:00 UTC−4 | Maroni 78' Díaz 90+4' | Verslag | Peters 55' (s) Abrams 58' Murray 83' | Bourda Cricket Ground, Georgetown (Guyana) Toeschouwers: 500 Scheidsrechter: Lee Davis Trinidad en Tobago |

Wedstrijd werd in Guyana gespeeld in plaats van Puerto Rico.
|                           |                         |         |             |                                                                            |
| 22 april 2011 18:00 UTC−4 | Defence Force           | 3–0     | Milerock FC | Ato Boldon Stadium, Couva Toeschouwers: 520 Scheidsrechter: Kevin Morrison |
| 22 april 2011 18:00 UTC−4 | Elcock 11' Roy 43', 89' | Verslag |             | Ato Boldon Stadium, Couva Toeschouwers: 520 Scheidsrechter: Kevin Morrison |

|                          |               |         |               |                                                                |
| 8 mei 2011 6 16:00 UTC−5 | Tempête       | 0–1 nv  | Caledonia AIA | Parc Levelt, Saint-Marc Scheidsrechter: Rudolph Angela (Aruba) |
| 8 mei 2011 6 16:00 UTC−5 |               | Verslag | Armstrong 6'  | Parc Levelt, Saint-Marc Scheidsrechter: Rudolph Angela (Aruba) |
| 8 mei 2011 6 16:00 UTC−5 | Strafschoppen |         |               | Parc Levelt, Saint-Marc Scheidsrechter: Rudolph Angela (Aruba) |
| 8 mei 2011 6 16:00 UTC−5 | 3–2           |         |               | Parc Levelt, Saint-Marc Scheidsrechter: Rudolph Angela (Aruba) |

Uitgestelde wedstrijd van 29 april door reisproblemen naar Haiti.
|                         |                                                                            |         |                      |                                                                                       |
| 14 mei 2011 20:00 UTC−4 | Puerto Rico Islanders                                                      | 7–0     | Walking Boyz Company | Estadio Juan Ramón Loubriel, Bayamón Toeschouwers: 500 Scheidsrechter: Kevin Morrison |
| 14 mei 2011 20:00 UTC−4 | Delgado 5', 8' Pitchkolan 12' Foley 37' Bouraee 44' Faña 56' Salem 88' (s) | Verslag |                      | Estadio Juan Ramón Loubriel, Bayamón Toeschouwers: 500 Scheidsrechter: Kevin Morrison |

## Eindronde
De loting voor de eindronde werd gehouden op 16 mei. Alle wedstrijden werden in het Providence Stadium in Georgetown, Guyana gespeeld.
| Ronde        | Team 1        | Uitslag      | Team 2                |
| ------------ | ------------- | ------------ | --------------------- |
| Halve finale | Tempête FC    | 0-0 ns (4-2) | Defence Force         |
| Halve finale | Alpha United  | 1-3 nv       | Puerto Rico Islanders |
| 3e/4e plaats | Defence Force | 1-1 ns (3-4) | Alpha United          |
| Finale       | Tempête FC    | 1-3 nv       | Puerto Rico Islanders |

### Halve finale
|                         |                                  |                |                                  | |
| 25 mei 2011 18:00 UTC−4 | Tempête FC                       | 0 - 0 ns (4-2) | Defence Force                    | Providence Stadium, Georgetown, Guyana Toeschouwers: 900 Scheidsrechter: Bryan Willett (Antigua en Barbuda) |
| 25 mei 2011 18:00 UTC−4 | Report                           |                |                                  | Providence Stadium, Georgetown, Guyana Toeschouwers: 900 Scheidsrechter: Bryan Willett (Antigua en Barbuda) |
| 25 mei 2011 18:00 UTC−4 | Strafschoppen                    |                |                                  | Providence Stadium, Georgetown, Guyana Toeschouwers: 900 Scheidsrechter: Bryan Willett (Antigua en Barbuda) |
| 25 mei 2011 18:00 UTC−4 | Charles Valdano Gregory Changler | 4 – 2          | Roy K. Joseph Fletcher A. Joseph | Providence Stadium, Georgetown, Guyana Toeschouwers: 900 Scheidsrechter: Bryan Willett (Antigua en Barbuda) |

|                         |              |        |                                  | |
| 25 mei 2011 20:00 UTC−4 | Alpha United | 1-3 nv | Puerto Rico Islanders            | Providence Stadium, Georgetown, Guyana Toeschouwers: 1,500 Scheidsrechter: Ignatius Baptiste (Dominica) |
| 25 mei 2011 20:00 UTC−4 | Jacobs 37'   | Report | Bouraee 23' Faña 108' Foley 116' | Providence Stadium, Georgetown, Guyana Toeschouwers: 1,500 Scheidsrechter: Ignatius Baptiste (Dominica) |

### 3e/4e plaats
|                         |               |                |              |                                                                                                   |
| 27 mei 2011 18:00 UTC−4 | Defence Force | 1 - 1 ns (3-4) | Alpha United | Providence Stadium, Georgetown Scheidsrechter: Caswell Cambridge (Saint Vincent en de Grenadines) |
| 27 mei 2011 18:00 UTC−4 | Roy 58'       | Report         | Peters 52'   | Providence Stadium, Georgetown Scheidsrechter: Caswell Cambridge (Saint Vincent en de Grenadines) |
| 27 mei 2011 18:00 UTC−4 | Strafschoppen |                |              | Providence Stadium, Georgetown Scheidsrechter: Caswell Cambridge (Saint Vincent en de Grenadines) |
| 27 mei 2011 18:00 UTC−4 | 3 – 4         |                |              | Providence Stadium, Georgetown Scheidsrechter: Caswell Cambridge (Saint Vincent en de Grenadines) |

### Finale
|                         |             |          |                             |                                                                         |
| 27 mei 2011 20:30 UTC−4 | Tempête FC  | 1 - 3 nv | Puerto Rico Islanders       | Providence Stadium, Georgetown Scheidsrechter: Trevor Taylor (Barbados) |
| 27 mei 2011 20:30 UTC−4 | Charles 42' | Report   | Needham 34' Faña 100', 113' | Providence Stadium, Georgetown Scheidsrechter: Trevor Taylor (Barbados) |